# War (группа, Швеция)
War — шведский блэк-метал-проект, образованный в 1995 году участниками групп Abruptum, Dark Funeral и Hypocrisy. В 2001 году была смена названия проекта на Total War, так как группа с названием War уже существовала. Единственным релизом под новым названием была компиляция, состоящая из композиций двух предыдущих релизов проекта. Также проект принимал участие в записи трибьют-альбома «In Conspiracy With Satan — A Tribute To Bathory», исполнив кавер-версию песни «War». В 1999 году проект прекратил своё существование.

## Состав

### Последний
- Джим «All» Бергер — вокал (1995—1999)
- Дэвид «Blackmoon» Парланд — гитара (1995—1999)
- Дэвид «Impious» Ларсон — бас-гитара (1999)

### Бывшие участники
- Тони «IT» Саркка — гитара (1995—1997)
- Петер Тэгтгрен — ударные (1995—1997)
- Микаэль Хэдлунд — бас-гитара (1995—1997)
- Ларс Сёке — ударные (1999)

## Дискография

### Студийные альбомы
- We Are War (1999)

### Мини-альбомы
- Total War (1997)

### Компиляции
- We Are... Total War (2001)